# Anton Dominik Fernkorn
 (mai 2023).
Anton Dominick Ritter von Fernkorn (1813-1878) est un sculpteur autrichien né à Erfurt en 1813 et mort à Vienne en 1878.

## Biographie

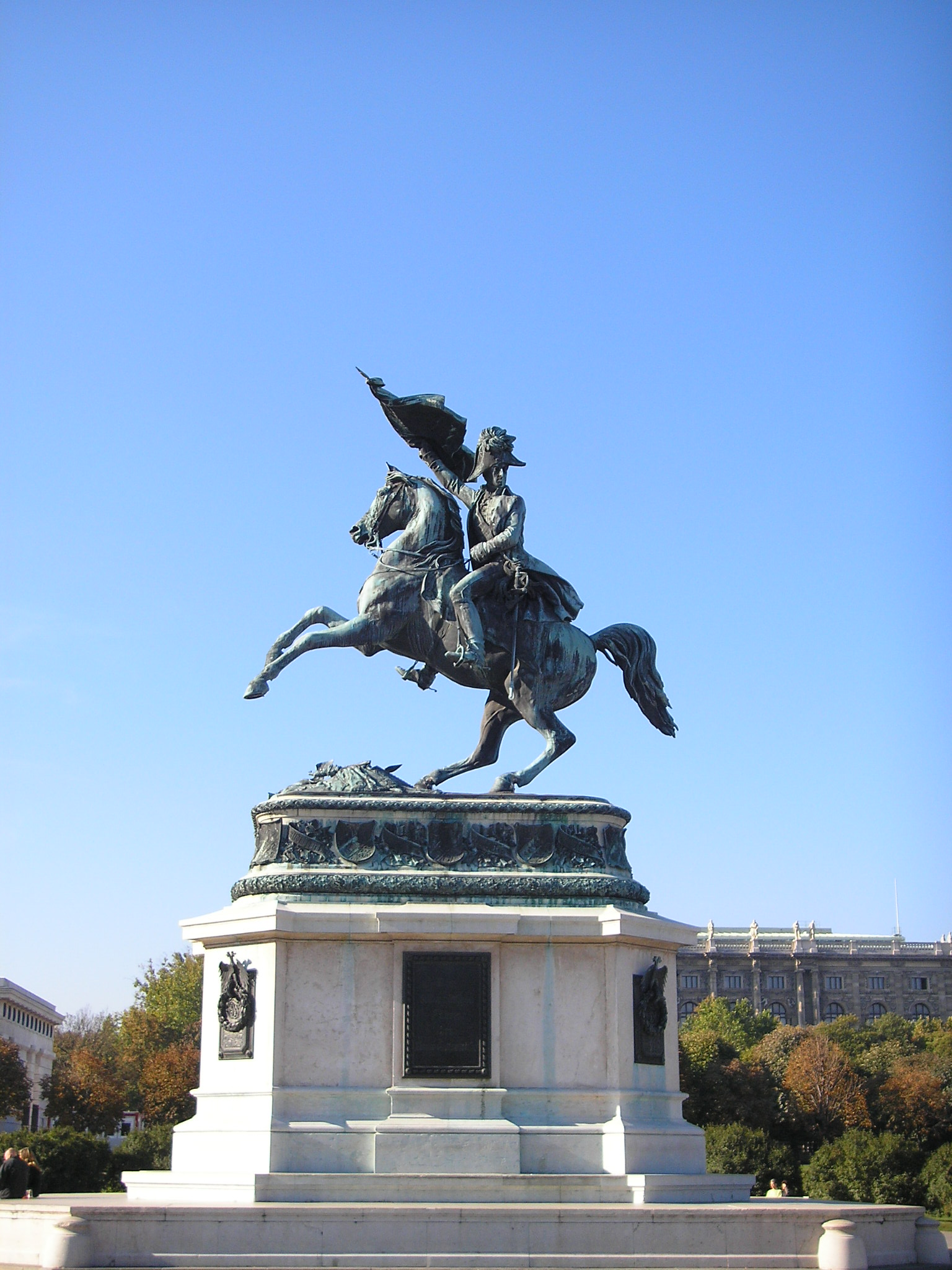
Statue de l'archiduc Charles.

Fernkorn étudia la sculpture à Munich auprès du sculpteur Ludwig Schwanthaler. En 1840, il s'installa à Vienne et fit partie de ceux qui se rebellaient contre le néoclassicisme de l'époque et du lieu.
Il redécouvrit la sculpture baroque et l'a utilisée pour la base de sa statue équestre de l'archiduc Charles (1859), qui avait vaincu Napoléon en 1809 à la bataille d'Essling. Dans ce travail, Fernkorn se tira adroitement de ce problème difficile qui consistait à créer une statue équestre de taille monumentale où le cheval (avec son cavalier) réussissait à se tenir en équilibre sur ses deux jambes postérieures.
Son monument équestre au prince Eugène de Savoie, à Vienne, est moins réussi et, au moment de son inauguration, en 1865, la maladie mentale de Fernkorn lui rendait impossible de continuer à produire désormais.

## Œuvre
C'est pour ses portraits qu'on se souvient le mieux de Fernkorn ; ils comprennent un buste de l'empereur François-Joseph Ier d'Autriche et le buste funéraire de Carl Ludwig Freiherr von Bruck (1862). C'était aussi un animalier apprécié, et il a produit des œuvres comme le Lion d'Aspern à Vienne.

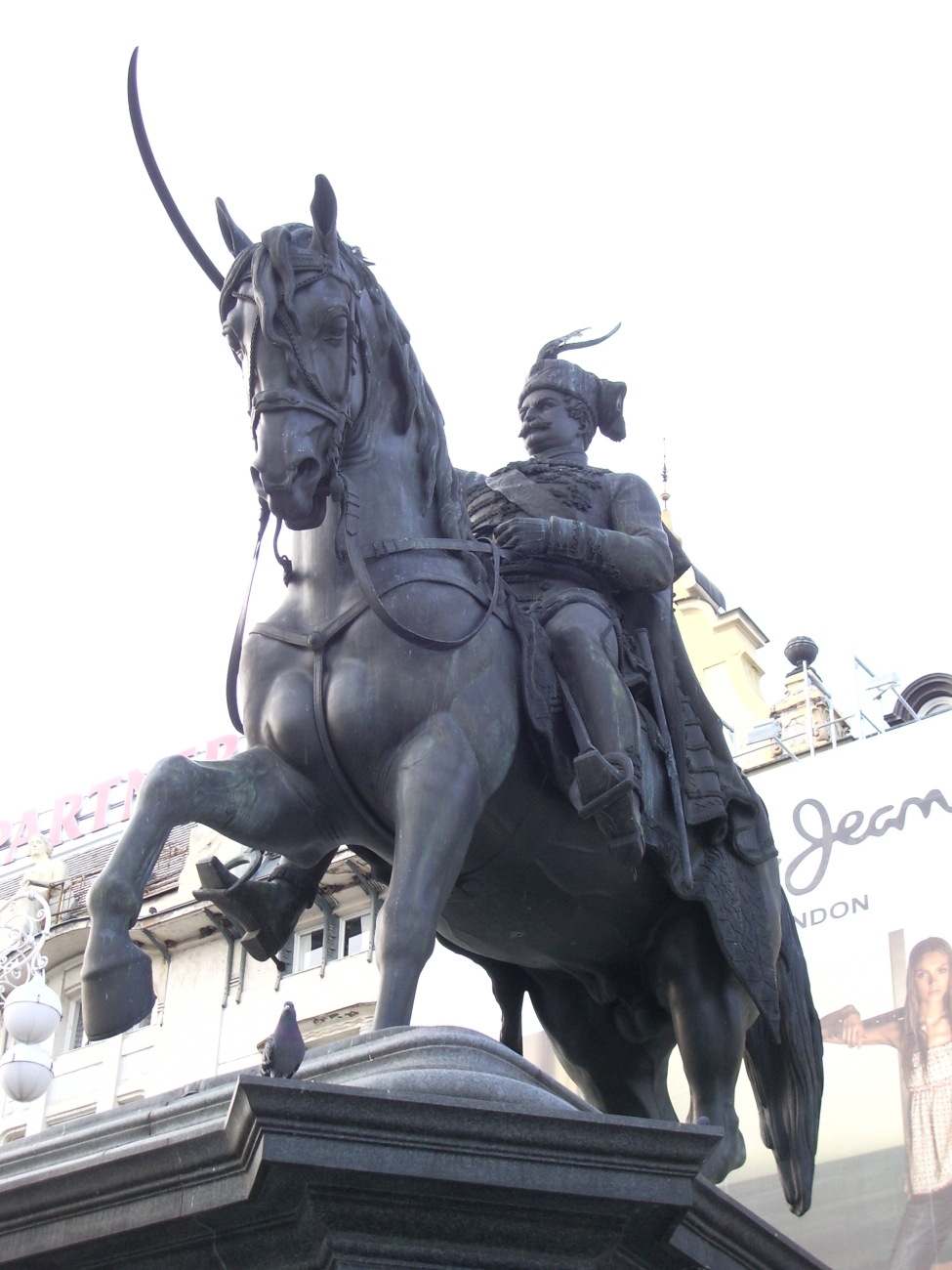
Statue de Josip Jelačić.

Sa statue du ban Josip Jelačić a une histoire intéressante et compliquée. Sur la place centrale de Zagreb, place qui porte son nom, se trouve une grande statue équestre, créée par Fernkorn et qui représente le fameux général autrichien. À l'origine elle a été installée le 19 octobre 1866 par les autorités autrichiennes, malgré les protestations des conseillers municipaux de la ville. À cette époque elle regardait vers le nord. En 1947 elle a été enlevée par le nouveau gouvernement communiste de Yougoslavie, qui dénonçait Jelačić comme un collaborateur pro-autrichien, mais elle a été réinstallée en 1990 après que la Croatie eut recouvré son indépendance et que le rôle historique de Jelačić eut été réévalué. Depuis, cependant, elle regarde vers le sud.
Fernkorn a lui-même son monument au Cimetière central à Vienne, œuvre du sculpteur Josef Beyer. Il se compose d'un relief montrant l'artiste, habillé pour le travail et tenant en main les instruments de son art, entouré par des bas-reliefs de certaines de ses œuvres parmi les plus connues, dont ses monuments équestres à l'archiduc Charles et au prince Eugène, ainsi que le Lion d'Aspern.